# Puma Swede
Puma Swede, született Johanna Jussinniemi (Huddinge, Stockholm, 1976. szeptember 13. – ) svédországi finn születésű amerikai pornószínésznő, fotomodell, sztriptíz-táncosnő, Pályájának 2005-ös indulása óta mintegy 108 pornófilmben szerepelt.

## Pályafutása
Johanna Jussinniemi a Stockholm elővárosában, Huddingében született svédországi finn családban. Szülei korábban a finnországi Ouluból, (svédül) Uleåborg) költöztek ide.
Johanna először Svédországban dolgozott üzletkötőként számítógép-kereskedelmi cégeknél. Később minőségi fotomodellként kapott megbízásokat, majd fejest ugrott a pornográf filmkészítésbe.
2004-ben, 28 évesen Kaliforniába költözött. Összeköltözött Keiran Lee brit pornószínésszel, jelenleg vele él. Szoros barátságot tart fenn Nikki Benz pornószínésznővel is. Ebben az időben vette föl a Puma Swede művésznevet.
Pornószínésznői pályájának kezdetén még csak leszbikus jelenetekben szerepelt, férfiakkal együttesen előadott első hardcore jelenetét csak 2005-ben, az Antiinnocence Video filmstúdió School of Hardcore c. pornófilmjében forgatta. (Johanna ettől a stúdiótól már korábban is kapott szerep-szerződéseket).
2009-ben a pornófilm-készítők díjára, az AVN Award-ra jelölték, mint az év legjobb internetes ifjú pornósztárját (Web Starlet of the Year),
és ugyanebben az évben az XBiz-díjra is jelölték, mint az év Netes ifjú pornósztárját (Web Babe/Starlet of the Year).
Saját honlapján Puma maga írt meg leszbikus és biszex szokásairól, ugyaninnen tudható impozáns testmagassága (178 cm), valamint az, hogy jelenleg (2010 áprilisában) honlaptervezői (webdesign) képzésre jár.

## Testi jellemzői
Puma sikerének egyik záloga impozáns kebelmérete, az amerikai tucatmodellekhez képest magas, nyúlánk termete, és skandináv felmenőitől örökölt, érdekesen egyéni arcvonásai. Testi adottságai: testmagassága 178 cm (5 láb és 10’’). Testsúlya (2004-ben) 56 kg (123 font), testméretei 81,5–63,5–89 (32F-25-35), szeme kékeszöld, haja szőke.

## Díjai
- 2009 – AVN Award jelölés[14]
- 2009 – XBIZ Awards jelölés (Web Babe/Starlet of the Year)[15]

## Fontosabb filmjei
- Diary of a MILF (2006)
- Naughty Office (2006)
- American Daydreams (2006)
- All Ditz and Jumbo Tits #2 (2006)
- All Ditz and Jumbo Tits #3 (2007)
- Diary of a MILF #2 (2007)
- Diary of a MILF #3 (2007)
- My First Sex Teacher (2007)
- Diary of a MILF #4 (2007)
- MILF Soup (2007)
- Diary of a MILF #5 (2008)
- MILF Lessons #16 (2008)
- All Ditz and Jumbo Tits #8 (2008)
- MILF’s Like it Big #4 (2008)
- Mommy Got Boobs #2 (2008)
- Can he Score #6 (2008)
- I Want Some Black Dick
- Please bang my wife
- Tits and Tugs #3 (2009)
- XXX Top Models (Suze Randall Prod.) (2009)